# Tomáš Kříž
Tomáš Kříž (* 17. března 1959, Praha) je bývalý český fotbalista, československý reprezentant, účastník mistrovství světa roku 1982 ve Španělsku.

## Fotbalová kariéra
V československé reprezentaci odehrál 10 zápasů. Hrál takřka celou svou kariéru v Dukle Praha (už od mládežnických let). V lize ji reprezentoval v letech 1977–1989. Za tu dobu za ni odehrál 238 ligových utkání a dal v nich 31 branek. Třikrát se stal mistrem Československa (1977, 1979, 1982) a třikrát vyhrál československý pohár (1981, 1983, 1985).

## Prvoligová bilance
| Ročník          | Zápasy | Góly | Minuty | Klub             |
| --------------- | ------ | ---- | ------ | ---------------- |
| I. liga 1976/77 | 2      | 0    | –      | ASVS Dukla Praha |
| I. liga 1977/78 | 10     | 2    | –      | ASVS Dukla Praha |
| I. liga 1978/79 | 7      | 1    | –      | ASVS Dukla Praha |
| I. liga 1979/80 | 18     | 4    | –      | ASVS Dukla Praha |
| I. liga 1980/81 | 20     | 1    | –      | ASVS Dukla Praha |
| I. liga 1981/82 | 23     | 4    | –      | ASVS Dukla Praha |
| I. liga 1982/83 | 23     | 2    | –      | ASVS Dukla Praha |
| I. liga 1983/84 | 27     | 4    | –      | ASVS Dukla Praha |
| I. liga 1984/85 | 20     | 2    | –      | ASVS Dukla Praha |
| I. liga 1985/86 | 25     | 2    | –      | ASVS Dukla Praha |
| I. liga 1986/87 | 26     | 5    | –      | ASVS Dukla Praha |
| I. liga 1987/88 | 17     | 0    | –      | ASVS Dukla Praha |
| I. liga 1988/89 | 20     | 4    | –      | ASVS Dukla Praha |
| CELKEM I. LIGA  | 238    | 31   | –      |                  |